# Políptico

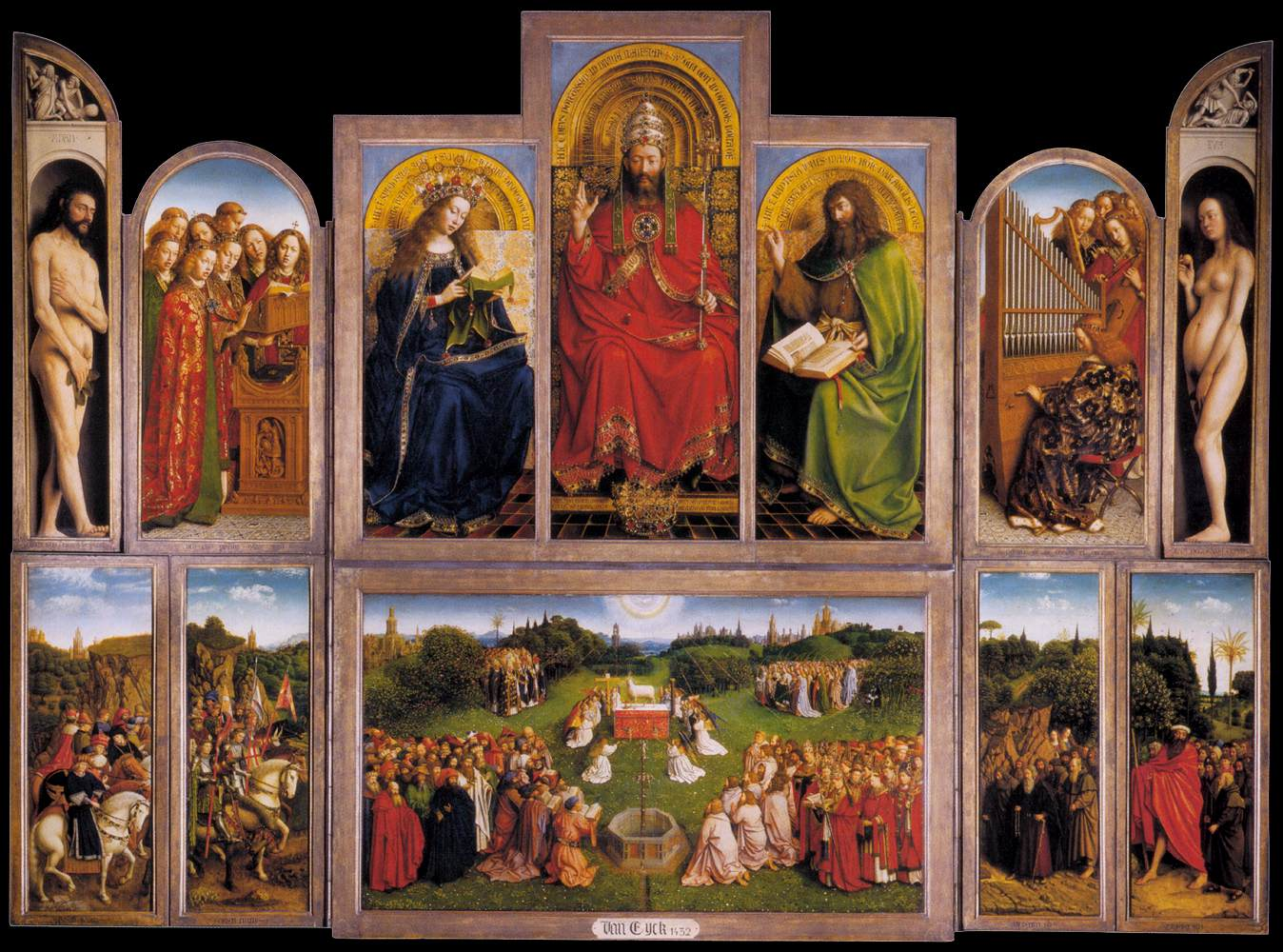
Perspectiva abierta del Políptico de Gante. Existe una perspectiva diferente cuando se cierran los paneles.

Políptico (del griego polu- "muchos" + ptychē "doblar") es un término de la historiografía del arte para designar a una pintura dividida en múltiples secciones o paneles. El número de sus paneles determina su denominación específica: "díptico", dos paneles; "tríptico", tres paneles (otras denominaciones construidas de forma similar -"tetráptico" o "cuadríptico", "pentáptico", "hexáptico", "heptáptico", etc.- no tienen apenas uso).
Habitualmente los polípticos se construyen a partir de un "panel central" o principal al lado del que se disponen los "paneles laterales" o "alas". A veces, como en el caso de los polípticos de Gante e Isenheim, los paneles laterales pueden ser alterados en disposición para mostrar diferentes perspectivas o "aperturas" de la obra.
Los polípticos fueron un tipo de obra frecuente en la Baja Edad Media y el Renacimiento. Solían utilizarse, aunque no necesariamente, como retablos, es decir, expuestos tras los altares de iglesias y catedrales.

## Ejemplos notables

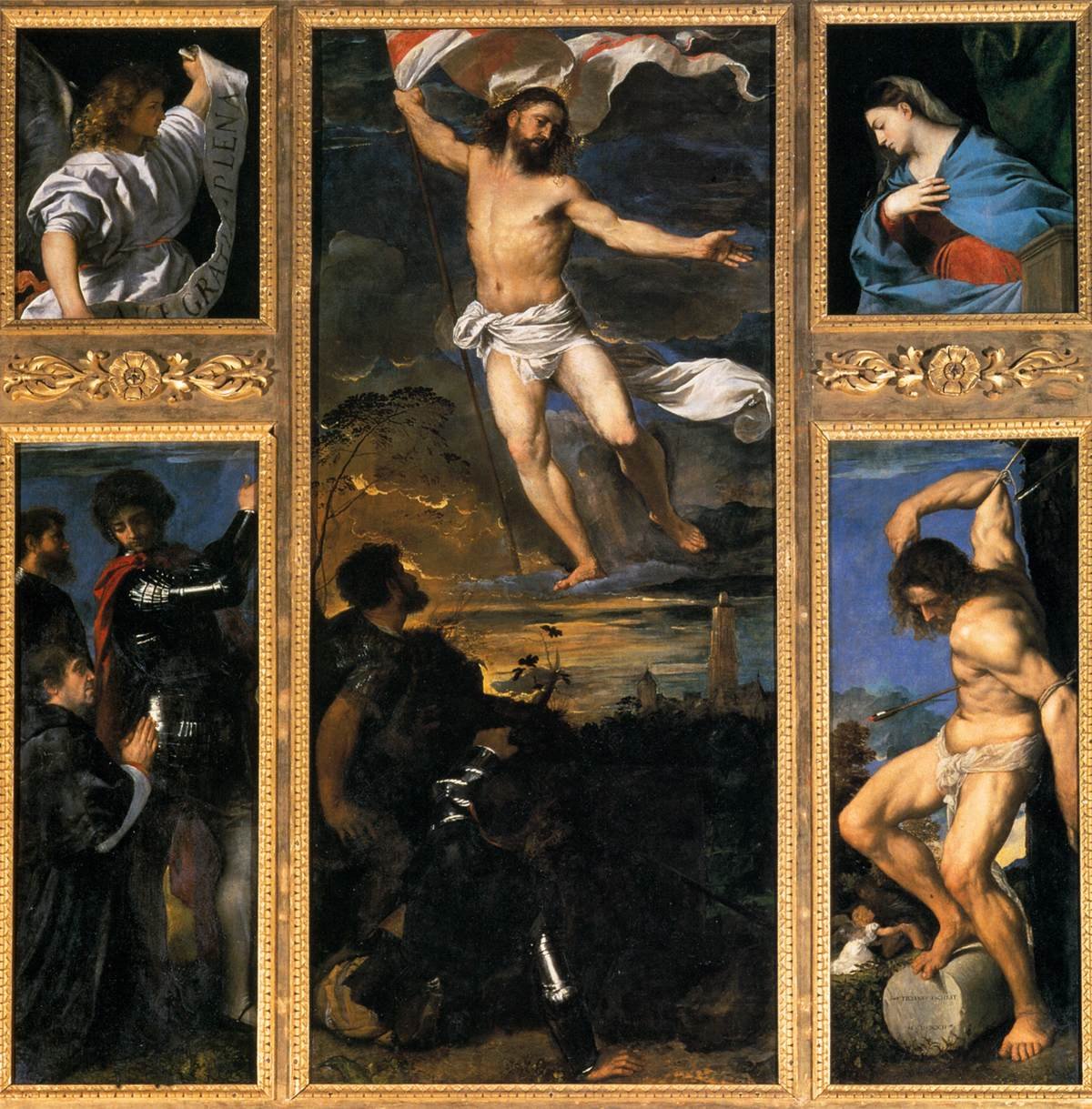
Políptico Averoldi (1522), de Tiziano, iglesia de los Santos Nazario y Celso (Brescia)

- Políptico de Gante (1432), de Hubert van Eyck y Jan van Eyck
- Retablo de Isenheim, de Matthias Grünewald
- Paneles de San Vicente (1470-1480), de Nuno Gonçalves
- Políptico de San Antonio, de Piero della Francesca
- Políptico de la Misericordia, de Piero della Francesca
- Políptico del Juicio Final (1450), de Rogier van der Weyden
- Políptico de San Agustín (1470), de Perugino
- Políptico Demidoff (1476), de Carlo Crivelli
- Políptico de Santo Domingo (1506-1508),de Lorenzo Lotto
- Visión del Más Allá (1500-1504), de El Bosco
- Políptico Averoldi (1522), de Tiziano

## Polípticos japoneses
Un diseño semejante al de los polípticos europeos emplearon los pintores japoneses ukiyo-e del período Edo.

## Manuscritos polípticos
El término "políptico" también se usa para referirse a ciertos manuscritos medievales, especialmente obras del período carolingio, en los que las columnas de la página quedaban enmarcadas con bordes que se asemejan a los de los polípticos.